# Alberto Sartoris
Pour les articles homonymes, voir Sartoris (homonymie).
Alberto Sartoris (2 février 1901 à Turin en Italie - 8 mars 1998 à Pompaples en Suisse) est un architecte italien, designer, critique d’art et enseignant.

## Biographie
Né à Turin, Alberto Sartoris s'établit à Genève en 1901 avec son père Giovanni, sculpteur et sa mère, Teresa Viroglio, chanteuse.
De 1916 à 1919, il effectue des études d'architecture à l'École des beaux-arts de Genève. Entre 1922 et 1926, il évolue dans l'atelier d'Annibale Rigotti (en) à Turin. Il fait son retour en Suisse romande en 1928, année où il adhère au mouvement futuriste italien.
Membre fondateur du Congrès international d'architecture moderne en 1928, il a déployé toute sa vie une intense activité de propagande pour cette cause dans de nombreuses publications, couronnées par une vaste Encyclopédie de l'architecture nouvelle (3 vol., 1948-1957).
Par ses publications et son enseignement (écoles privées, puis, dès 1976, à l'EPF de Lausanne), Alberto Sartoris a exercé une influence  à l'échelle régionale, mais aussi internationale. Il a fondé, en 1945, l'Athenaeum, école d'architecture et de design, à Lausanne.

## Réalisations
- 1927-1928 : Turin, le pavillon de la Communauté autonome des artisans.
- 1932 : Lourtier, Val de Bagnes, chapelle du Bon Conseil; agrandie par Sartoris en 1956-1957[5].
- 1932: Maison du Peuple à Vevey, qui abrite le cinéma Rex.
- 1936 : Villa Morand-Pasteur à Saillon[6]
- 1939 : L'Atelier des peintres Vincent et Italo De Grandi à Corseaux, classé monument historique[7]
- 1958 : Villa Sartoris en limite du vignoble de Lavaux (En Gravesse - Savuit, Lutry - Vaud - Suisse)
- 1965 : Motel des Blonnaisses à Cully (Vaud), actuellement Hôtel Lavaux.
- 1983-1988 : Dunkerque et Biarritz, établissements Lesieur et Labeyrie (en collaboration avec E. Cattani et P. Pastellas).
- 1980-1995: Centre multifonctionnel à Carignan (Italie), regroupant la mairie, un musée, une bibliothèque, une salle de théâtre, une école professionnelle, une place et un parking souterrain[8].

## Projets
- En 1931, il élabore le projet d'une cathédrale-monastère pour Fribourg, Notre-Dame du Phare[9].

## Écrits en français
- Encyclopédie de l'architecture nouvelle, 3 vol., Milan, Ulrico Hoepli, 1948-1957.
- Léonard architecte, Paris, Alberto Tallone, 1952.

## Vie publique
- 1928 : cofondateur, avec Le Corbusier, des CIAM, Congrès internationaux d'architecture moderne.
- 1930 : membre de l'Union des artistes modernes (UAM)
- 1935-1936 : conférences en Amérique latine
- 1945 : professeur à l'Institut d'architecture Athenaeum à Lausanne (jusqu'en 1973)
- 1950 : président du premier Congrès international Art moderne à Altamira (Espagne)
- 1959-1960 : enseigne à l'Université de Lausanne
- 1960 : conseiller artistique de la Coopérative internationale du cinéma indépendant
- 1974 : vice-président de l'Association internationale Le Corbusier
- 1975 : président de la Commission internationale de l'habitat de Berlin-Est
  - Membre de l'Association internationale pour le développement de l'architecture et de l'urbanisme africain
- 1976 : docteur honoris causa de l'École polytechnique fédérale de Lausanne
- 1989 : docteur honoris causa en architecture au Politecnico de Turin

## Sources
- Fonds : Alberto Sartoris (1901-2007).  Cote : Acm-EPFL 0172, Alberto Sartoris. Lausanne : Archives de la construction moderne – EPFL (présentation en ligne).